# أورهان كايا سايار
أورهان كارا سايار (بالتركية: Orhan Karasayar)‏, (ولد: 29 مارس 1965, قضاء الإسكندرونة في هاتاي, تركيا) سياسي تركي. ونائب حالي وسابق في البرلمان التركي لأكثر من دورة ممثلا عن حزب العدالة والتنمية.